# Жигулёвский пивоваренный завод
Жигулёвский пивоваренный завод — один из старейших пивоваренных заводов России, находится в городе Самаре, на берегу реки Волги.
Завод был построен в 1881 году австрийским подданным Альфредом Филипповичем фон Вакано.
Именно на этом заводе изначально производилось знаменитое Жигулёвское пиво, ныне производимое под данной торговой маркой многими пивными заводами бывшего СССР.

## История

### Дореволюционный период
6 февраля 1880 года Альфред фон Вакано подал в городскую управу Самары прошение о сдаче ему в аренду земли, занимаемой строениями бывшего пивоваренного завода Буреева, для строительства нового передового пивоваренного завода.
4 марта состоялись торги, в результате которых просимое Альфредом фон Вакано место на берегу Волги было отдано ему в аренду на 99 лет за 2201 рубль годовой платы.
15 марта был подписан договор аренды земли и Альфред фон Вакано приступил к строительству.
Недостаток средств побудил Альфреда фон Вакано искать компаньонов. Он привлек к сотрудничеству австрийского подданного Морица Морицевича Фабера и богатого самарского купца Петра Семёновича Субботина.
В апреле 1881 было зарегистрировано товарищество на паях «Товарищество Жигулевского пивоваренного завода в г. Самаре». Устав товарищества Высочайше утверждён 21 августа 1881 года; учредителями его являлись Альфред Филиппович фон Вокано и Мориц Морицевич Фабер.
Меньше чем через год, 23 февраля (7 марта по новому стилю) 1881 года, завод выпустил первую продукцию, которым стало пиво сорта «венский лагер»: бочковое пиво «Венское» и «Венское столовое».
Уже в первый год было разлито 35 670 ведер пива (ведро — 12,3 л).
В августе 1899 года правление завода полностью перешло в руки Альфреда фон Вакано; в декабре «Товарищество Жигулевского пивоваренного завода в г. Самаре» было ликвидировано, а 14 декабря создано новое «Товарищество Жигулевского пивоваренного завода А. Вакано и Ко».

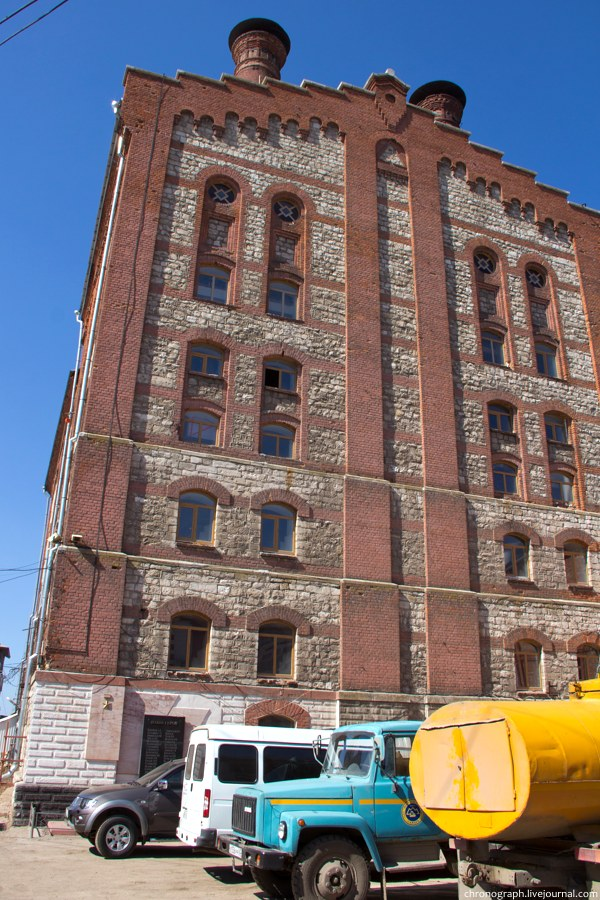
Солодовня (старое название), сейчас — бродильно-лагерный цех

1 января 1900 года товарищество было преобразовано в Торговый дом на вере под фирмой «Товарищество Жигулевского завода А. Вакано и Ко».
В январе 1905 года старший сын Альфреда фон Вакано Владимир Альфредович Вакано вступил в долю и стал официальным директором завода. Торговый дом на вере был переименован в «Товарищество Жигулевского пивоваренного завода».
В 1909 года в местечке Зых близ г. Баку основан пивоваренный завод Товарищества, которым заведовал Э. А. Вакано.
В 1911 году германской машиностроительной фирмой «Швальбе» была произведена техническая реконструкция завода.
К 1914 году заводы товарищества производили уже 3,5 миллиона ведер пива в год; товарищество было третьим в списке крупнейших пивопроизводителей империи, после Трехгорного и Калинкинского заводов.
У завода имелись два собственных парохода, 14 барж-ледников, 20 вагонов-ледников, 152 повозки и целый табун из 79 лошадей.
Пивные склады завода находились в 59 городах Поволжья, Урала, Средней Азии, Сибири, продукция реализовывалось через 42 иногородних представительства, охватывающих все Поволжье, Волго-Уральский район, Среднюю Азию, Казахстан, Западную Сибирь, бассейн Каспийского моря и даже Персию. Продукция товарищества имела 15 медалей международных выставок.
Но в том году началась война и был введен «сухой закон» — завод был законсервирован, на его территории был организован склад, лазарет, наладили производство гранат, кроватей, сухарей. Альфред фон Вакано был выслан в Бузулук под гласный надзор полиции по подозрению в шпионаже.
В октябре 1916 года на свободной части заводских площадей (около 10 %) было начато производство напитка крепостью 1,5 градуса.

### Послереволюционный период

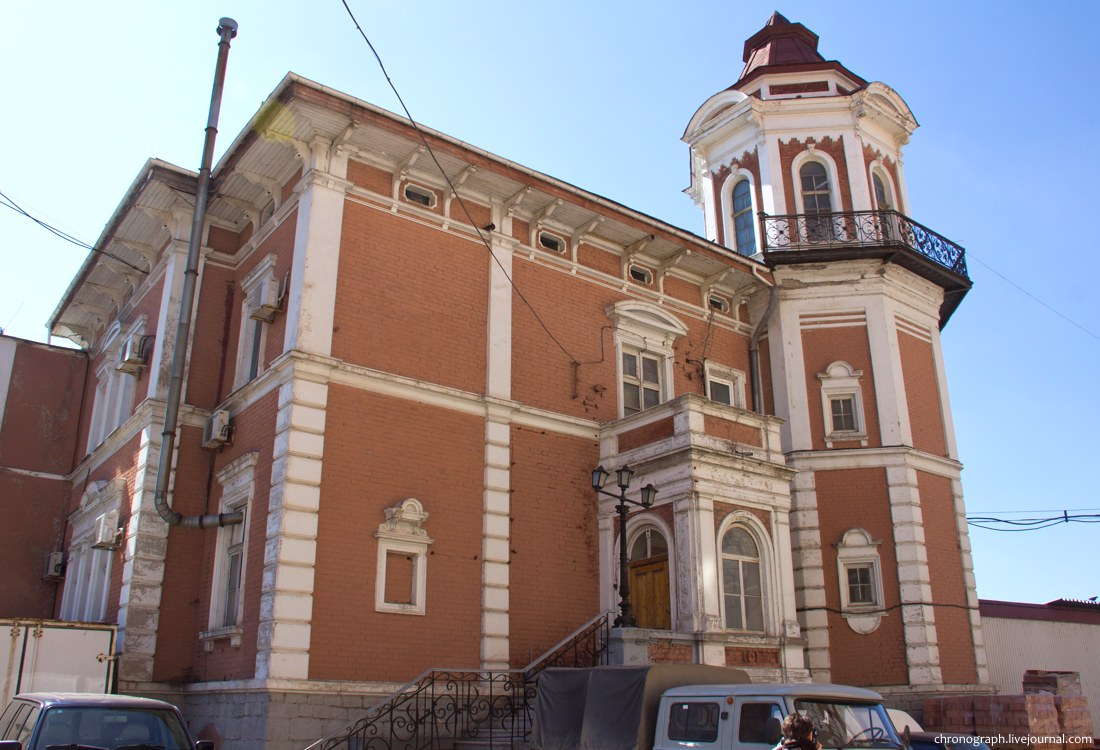
Дом, в котором жил Альфред фон Вакано

12 февраля 1918 года пивоваренный завод был национализирован.
Спустя несколько лет после революции сыновья Альфреда фон Вакано загорелись идеей взять завод в аренду и возродить семейное предприятие. Весной 1922 года Лотар Альфредович Вакано подал в Самарский губернский совнархоз соответствующее заявление, а также просьбу сообщить детальные условия аренды. Переговоры с властью продолжались до осени. Наконец, 28 октября 1922 года губернская плановая комиссия постановила «не возражать против передачи завода в частные руки». Ещё более месяца ушло на то, чтобы согласовать все условия договора. Срок аренды определили с 17 января 1923 года по 17 января 1935 года. Выпуск пива арендатор обязан был начать не позднее 1 мая 1924 года.
17 января 1923 года управляющий Самарского губсовнархоза С. О. Викснин и Лотар Альфредович Вакано подписали договор аренды завода на 12 лет. Арендаторами являлись Лотар Альфредович, Эрих Альфредович и Лев Альфредович Вакано.

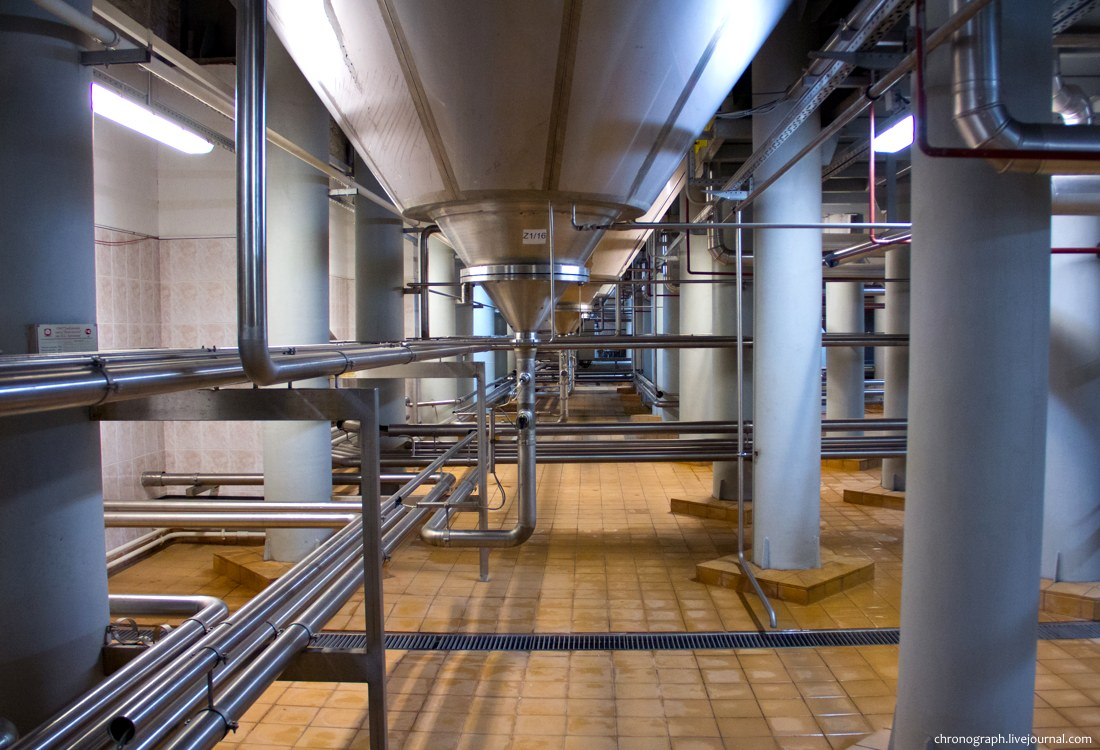
Бродильно-лагерный цех

17 марта договор утвердил Президиум ВСНХ СССР. Было создано товарищество «Бр. Вакано, Боярский и Фарбер».
24 апреля 1923 года на заводе произведена первая варка пива.
В 1925 году директором завода назначан Н. Т. Дупленко, представляющий интересы государства.
21 января 1927 года Совет народных комиссаров СССР утвердил устав «Жигулевского Акционерного Общества пивоварения». Его учредители: М. С. Боярский, Лотар А. Вакано, Лев А. Вакано, П. Т. Горбунов и В. М. Фарбер.
В апреле 1929 года был образован трест местного значения «Государственный Жигулёвский пивоваренный завод», который находился в ведении Средневолжского областного совнархоза и имел целью «производство и сбыт: солода, солодовых препратов, пива, мёда, слабоалкогольных напитков, фруктовых вод, суррогатов кофе и чая и витаминов препаратов». Устав треста был утверждён 18 мая 1929 года.
В январе 1930 года к государственному пивному заводу «Жигули» под управлением государственного треста пищевой промышленности Средне-Волжского края «Средволгсельпромтрест» были присоединены Оренбургский, Мелекесский пивзаводы, Пензенский дрожжевой завод и другие.
В августе 1931 года Жигулёвский пивоваренный завод стал основой Государственного треста бродильной промышленности Средневолжского края «Бродтрест», который просуществовал до 1 мая 1934 года. После ликвидации «Бродтреста» Оренбургский и Мелекесский пивзаводы отошли в ведение своих горсоветов.
С мая 1934 по январь 1992 гг. завод претерпел ряд организационных преобразований и переименований:
| Дата                        | Название                                                                      | Подчинённость |  |
| --------------------------- | ----------------------------------------------------------------------------- | --- |  |
| май 1934 — сентябрь 1934    | Жигулевский пивоваренный комбинат «Жигулевский П. З.» и «Завод фруктовых вод» | Средне-Волжский краевой отдел снабжения                                                                                               |  |
| сентябрь 1934 — ноябрь 1935 | Государственный Союзный Жигулевский пивоваренный комбинат                     | Главное управление пивоваренной промышленности "Главпивпром" Народного комиссариата пищевой промышленности СССР                       |  |
| ноябрь 1935 — декабрь 1936  | Государственный Союзный Жигулевский пивоваренный комбинат                     | Главное управление пивоваренно-дрожжевой промышленности «Главпивпром» Народного комиссариата пищевой промышленности СССР              |  |
| январь 1937 - декабрь 1937  | Республиканский Жигулевский пивоваренный комбинат                             | Главное управление безалкогольной промышленности «Росглавпиво» Народного комиссариата пищевой промышленности РСФСР                    |  |
| январь 1938 — декабрь 1938  | Республиканский Жигулевский пивоваренный комбинат                             | Главное управление пиво-безалкогольной промышленности «Росглавпиво» Народного комиссариата пищевой промышленности РСФСР               |  |
| январь 1939 — март 1946     | Республиканский Жигулевский пивоваренный комбинат «Жигули»                    | Главное управление пиво-безалкогольной промышленности «Росглавпиво» Народного комиссариата пищевой промышленности РСФСР               |  |
| апрель 1946 — декабрь 1946  | Республиканский Жигулевский пивоваренный комбинат «Жигули»                    | Главное управление пиво-безалкогольной промышленности «Росглавпиво» Министерства пищевой промышленности РСФСР                         |  |
| декабрь 1946 — май 1949     | Республиканский Жигулевский пивоваренный комбинат «Жигули»                    | Главное управление пиво-безалкогольной промышленности «Росглавпиво» Министерства вкусовой промышленности РСФСР                        |  |
| июнь 1949 — декабрь 1951    | Республиканский Жигулевский пивоваренный комбинат «Жигули»                    | Главное управление пиво-безалкогольной промышленности «Росглавпиво» Министерства пищевой промышленности РСФСР                         |  |
| январь 1952 — июнь 1953     | Союзный Жигулевский пивоваренный комбинат «Жигули»                            | Главное управление пивоваренной промышленности СССР                                                                                   |  |
| июнь 1953 — октябрь 1953    | Союзный Жигулевский пивоваренный комбинат «Жигули»                            | Главное управление пивоваренной промышленности «Главпиво» Министерства легкой и пищевой промышленности СССР                           |  |
| октябрь 1953 — ноябрь 1953  | Союзный Жигулевский пивоваренный комбинат «Жигули»                            | Главное управление пивоваренной промышленности «Главпиво» Министерства промышленности продовольственных товаров СССР                  |  |
| ноябрь 1953 — декабрь 1954  | Союзный Жигулевский пивоваренный комбинат «Жигули»                            | Главное управление пивоваренной и безалкогольной промышленности «Главпиво» Министерства промышленности продовольственных товаров СССР |  |
| январь 1955 — август 1957   | Республиканский Жигулевский пивоваренный комбинат                             | Главное управление пивоваренной и безалкогольной промышленности «Главпиво» Министерства промышленности продовольственных товаров СССР |  |
| август 1957 — апрель 1959   | Жигулевский пивоваренный комбинат                                             | Куйбышевский спиртотрест |  |
| апрель 1959 — август 1960   | Жигулевский пивоваренный комбинат                                             | 8-е управление Совета народного хозяйства Куйбышевского экономического административного района                                       |  |
| август 1960 — декабрь 1962  | Жигулевский пивоваренный комбинат                                             | Управление пищевой промышленности Совета народного хозяйства Куйбышевского экономического административного района                    |  |
| январь 1963 — ноябрь 1965   | Жигулевский пивоваренный комбинат                                             | Управление пищевой промышленности Средне-Волжского Совнархоза.                                                                        |  |
| декабрь 1965 — декабрь 1968 | Жигулевский пивоваренный комбинат                                             | Главное управление пиво-безалкогольной промышленности «Росглавпиво» Министерства пищевой промышленности РСФСР                         |  |
| январь 1969 — декабрь 1971  | Жигулевский пивоваренный комбинат                                             | Главное управление пивоваренной и безалкогольной промышленности Министерства пищевой промышленности РСФСР                             |  |
| январь 1972 — декабрь 1975  | Жигулевский пивоваренный завод                                                | «Росглавпиво» Министерства пищевой промышленности РСФСР                                                                               |  |
| январь 1976 — август 1978   | Жигулевский пивоваренный комбинат                                             | Главное управление пивоваренной и безалкогольной промышленности Министерства пищевой промышленности РСФСР                             |  |
| август 1978 — декабрь 1984  | Жигулевский пиво-безалкогольный комбинат                                      | Главное управление пивоваренной и безалкогольной промышленности Министерства пищевой промышленности РСФСР                             |  |
| январь 1985 — декабрь 1985  | Жигулевский пиво-безалкогольный комбинат                                      | Главное управление пивоваренной и безалкогольной промышленности «Росглавпиво» Министерства пищевой промышленности РСФСР               |  |
| декабрь 1985 — январь 1992  | Жигулевский пиво-безалкогольный комбинат                                      | Производственное объединение пищевой промышленности «Куйбышевагропищепром»                                                            |  |

### Постсоветский период
В 1992 году предприятие передано в частные руки и преобразовано в Товарищество с ограниченной ответственностью (ТОО) «Жигулевское пиво».
В 1992 году ТОО «Жигулёвское пиво» зарегистрировало право на товарный знак «Жигулевское» (Свидетельство № 106468 от 24 июля 1992 года).
В 1997 году ТОО преобразовано в ОАО «Жигулёвское пиво».
17 мая 2000 года Апелляционная палата Роспатента отменила регистрацию товарного знака «Жигулёвское пиво».
16 апреля 2016 года наименование предприятия сменилось на Акционерное общество «Жигулёвское пиво». Новое сокращенное наименование — АО «Жигулёвское пиво».
При заводе функционирует пивной бар «На дне», являющийся одной из главных достопримечательностей Самары.

## Награды
1896 год: золотая медаль Всероссийской промышленной и художественной выставки в Нижнем Новгороде;
1900 год: золотая медаль всемирной выставки в Париже;
1900 год: золотая медаль международного конкурса гигиены и питательных продуктов в Париже;
1902 год: золотая медаль международной выставки в Лондоне и др.;
17 декабря 1981 года Указом Президиума ВС СССР Жигулевский пивоваренный завод награждён орденом «Знак Почёта».

## Интересные факты
Дорогой Иосиф Виссарионович!
Коллектив Жигулёвского пивоваренного комбината в городе Куйбышеве, воодушевлённый великими подвигами нашей героической Красной Армии, громящей под вашим гениальным водительством фашистские орды, внёс из своих сбережений на постройку штурмовика 150.000 рублей наличными деньгами и 40.000 рублей облигациями госзаймов. Сбор средств продолжается.
Построенному на наши средства самолёту просим присвоить имя героической партизанки Лизы Чайкиной.
Директор Жигулёвского пивоваренного комбината ОВСЯННИКОВ, секретарь партбюро ИВАНОВ, председатель завкома МОРОЗОВА.
Прошу передать работникам Жигулёвского пивоваренного комбината, собравшим 150.000 рублей и 40.000 рублей облигациями госзаймов на постройку самолёта-штурмовика имени Лизы Чайкиной, — мой братский привет и благодарность Красной Армии.
И. СТАЛИН
Газета «Правда», 14 июля 1944 года. 